# یواس‌اس رمزی
یواس‌اس رمزی ممکن است به یکی از موارد زیر اشاره داشته باشد:
- یواس‌اس رمزی (اف‌اف‌جی-۲)
- یواس‌اس رمزی (دی‌دی-۱۲۴)